# Pterostylis aciculiformis
Pterostylis aciculiformis là một loài thực vật có hoa trong họ Lan. Loài này được (Nicholls) M.A.Clem. & D.L.Jones miêu tả khoa học đầu tiên năm 1989.